# Efeito perspectiva

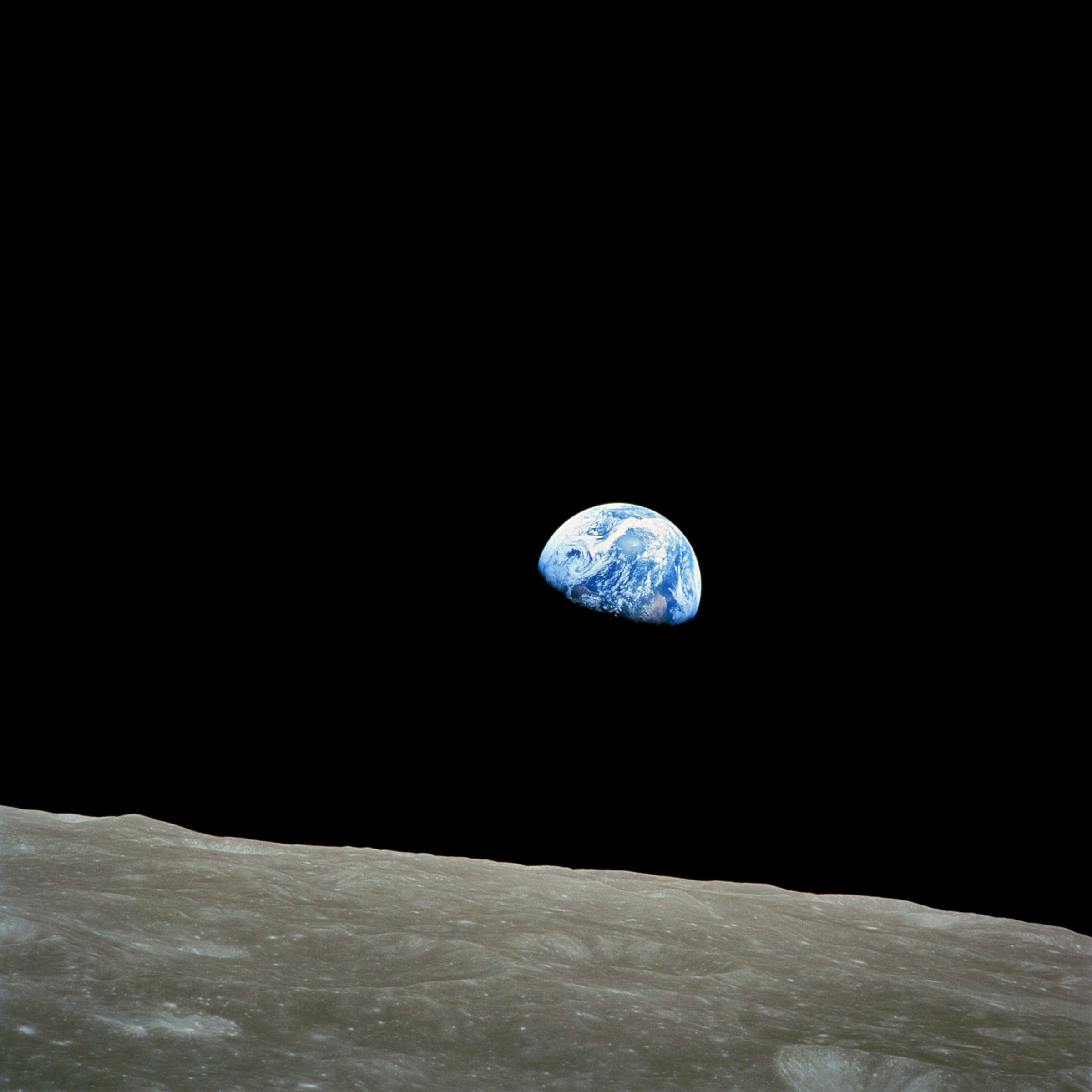
A fotografia do nascer da Terra

O efeito perspectiva (em inglês: overview effect) é uma mudança cognitiva da consciência que alguns astronautas relataram durante a viagem espacial, muitas vezes enquanto viam a Terra a partir do espaço ou da superfície lunar.
Isso refere-se à experiência de ver pessoalmente a realidade da Terra a partir do espaço, que é imediatamente entendida como sendo uma bola de vida pequena e frágil, "segurada no vazio", protegida e cuidada por uma atmosfera da grossura de papel. A partir do espaço, as fronteiras nacionais desaparecem, os conflitos que dividem as pessoas tornam-se menos importantes e a necessidade de criar uma sociedade planetária com a vontade unida para proteger este "Pálido Ponto Azul" torna-se tanto óbvia quanto imperativa.
Observadores em terceira pessoa desses indivíduos também podem relatar uma atitude diferente neles. Astronautas Ronald Garan Jr., Russell Schweickart, Edgar Mitchell, Thomas Jones, Scott Kelly, James Irwin, Michael Massimino e Chris Hadfield também relataram ter experenciado o efeito.
O termo e conceito foram cunhados em 1987 por Frank White, que explorou o tema em seu livro The Overview Effect — Space Exploration and Human Evolution (Houghton-Mifflin, 1987), (AIAA, 1998).